# Rockferry (singel)
Rockferry – debiutancki singiel Duffy napisany przez nią samą oraz przez Bernarda Butlera. 19 listopada 2007 singiel był już do ściągnięcia z Internetu. 3 grudnia 2007 został wydany na winylu w limitowanej serii 500 kopii. Ta piosenka znajduje się na debiutanckim album artystki Rockferry. Stroną B do tej piosenki jest "Oh Boy". Piosenka napisana przez Richarda J. Parfitta. Singiel został wyemitowany tylko w brazylijskiej telewizji.

## Lista utworów
Wielka Brytania 7" Vinyl
1. "Rockferry" [Single Version] - 4:09
2. "Oh Boy" - 2:29

Promo CD
1. "Rockferry" [Single Version] - 4:09

## Notowania
| Notowanie (2008)     | Najwyższa pozycja |
| -------------------- | ----------------- |
| UK Singles Chart     | 45                |
| Swiss Singles Chart  | 35                |
| Brazil Singles Chart | 87                |